# جيم والش (لاعب هوكي الجليد)
جيم والش (بالإنجليزية: Jim Walsh)‏ هو لاعب هوكي الجليد أمريكي، ولد في 26 أكتوبر 1956 في نورفولك في الولايات المتحدة.

## وصلات خارجية
- جيم والش على موقع دوري الهوكي الوطني (الإنجليزية)
- جيم والش على موقع قاعة مشاهير الهوكي (لاعب أن.إتش.أل) (الإنجليزية)
- جيم والش على موقع EliteProspects.com (الإنجليزية)
- جيم والش على موقع HockeyDB.com (الإنجليزية)
- جيم والش على موقع Hockey-Reference.com (الإنجليزية)